# Stazione di Sakata (Yamagata)

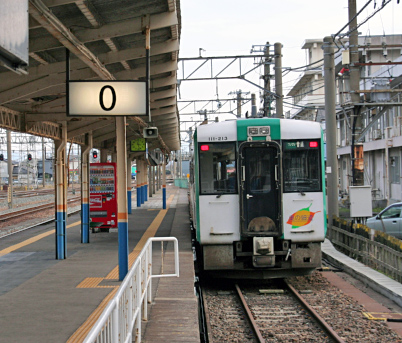
Vista del binario 0

La Stazione di Sakata (酒田駅?, Sakata-eki) è la principale stazione ferroviaria di Sakata, la principale città dell'area di Shōnai della prefettura di Yamagata nella regione del Tōhoku. La stazione si trova lungo la linea principale Uetsu, e arrivano fino a qui anche i treni che percorrono la linea Rikuu occidentale. La stazione, vista la sua importanza è stata inserita nel 2002 fra le "100 stazioni del Tōhoku".

## Linee e servizi
East Japan Railway Company
■ Linea principale Uetsu
■ Linea Rikuu occidentale (servizio ferroviario)
Espressi limitati
Inaho (Niigata - Akita)
Notturno Akebono (Ueno - Aomori)
Notturno Nihonkai (Osaka - Aomori)

## Struttura
La stazione è dotata di un marciapiede laterale sul lato fabbricato, uno a isola e uno tronco, con quattro binari totali numerati da 0 a 3. I marciapiedi sono collegati da sovrappassaggio, e sono presenti tornelli di accesso automatici (privi di supporto alla biglietteria elettronica Suica), oltre a biglietteria presenziata (aperta dalle 6:20 alle 9:05 e dalle 9:15 alle 22:50). 
| 0 | ■ Linea principale Uetsu  | per Amarume, Tsuruoka, Atsumi-Onsen e Murakami                       |
| 0 | ■ Linea Rikuu occidentale | per Amarume, Furukuchi e Shinjō                                      |
| 1 | ■ Linea principale Uetsu  | per Kisakata, Ugo-Honjō, Akita e Aomori                              |
| 2 | ■ Linea principale Uetsu  | per Kisakata, Ugo-Honjō, Akita e Aomori                              |
| 2 | ■ Linea principale Uetsu  | per Amarume, Tsuruoka, Atsumi-Onsen e Murakami                       |
| 2 | ■ Linea Rikuu occidentale | per Amarume, Furukuchi e Shinjō                                      |
| 3 | ■ Linea principale Uetsu  | per Amarume, Tsuruoka, Atsumi-Onsen, Murakami, Niigata, Ueno e Osaka |
| 3 | ■ Linea Rikuu occidentale | per Amarume, Furukuchi e Shinjō                                      |

## Stazioni adiacenti
| «                       | Servizio                | »                       |
| Linea principale Uetsu  | Linea principale Uetsu  | Linea principale Uetsu  |
| Linea Rikuu occidentale | Linea Rikuu occidentale | Linea Rikuu occidentale |
| ----------------------- | ----------------------- | ----------------------- |
| Higashi-Sakata          | Locale                  | Mototate                |
| Amarume                 | Rapido Mogamigawa       | Capolinea               |